# Mortimer von Maltzahn
Joachim Karl Ludwig Mortimer Graf von Maltzahn (oder auch Maltzan), Freiherr von Wartenberg und Penzlin (* 15. April 1793 auf Schloss Lissa; † 8. August 1843 in Berlin) war ein preußischer Diplomat und von 1841 bis 1842 Außenminister.

## Laufbahn
Maltzahn machte die Befreiungskriege als Offizier, als Seconde-Lieutenant, im preußischen Garde du Corps mit. Danach trat er in den auswärtigen Dienst ein. Er war zunächst Legationssekretär in verschiedenen Gesandtschaften. Später war er Geschäftsträger in Darmstadt und Gesandter in Den Haag, Hamburg und Wien. Zuletzt hatte er den Rang eines bevollmächtigten Ministers.
Im Jahr 1841 wurde Maltzahn zum preußischen Außenminister ernannt. Varnhagen von Ense gab einen Bericht Humboldts wieder, wonach König Friedrich Wilhelm IV. mit Maltzahn zufriedener sei als mit irgendeinem anderen seiner Minister, volles Vertrauen zu ihm habe und ihm alles zutrauen würde.  Wegen einer schweren psychischen Erkrankung wurde er aber 1842 wieder entlassen.

## Familie
Maltzahn war Sohn des Grafen Joachim Alexander Kasimir Maltzahn und dessen Ehefrau Antoinie, geborene von Hoym. Er heiratete die Gräfin Auguste von der Goltz, Tochter von August von der Goltz.
Ihre gemeinsame Tochter Antoinette Louise Emilie Julie von Maltzahn (1824–1899) war Oberhofmeisterin der Kaiserin Auguste. Sie war seit dem 2. Juni 1853 mit Wilhelm Heinrich Ludwig Arend von Perponcher-Sedlnitzky (1819–1893), Sohn von Hendrik George de Perponcher Sedlnitzki verheiratet.